# 亨里克·希拉里奥
亨里克·希拉里奥（Henrique Hilário M. Alves Sampaio，一般被稱為希拉里奧，1975年10月21日—）乃一名已經退役的葡萄牙足球守門員。他之前曾效力多家葡萄牙球會，包括班霸級的波圖。2006年7月1日他加盟車路士，為球會第三號門將，並效力至2014年退役，現時在車路士擔任助理守門員教練。
2009年11月，希拉里奥被葡萄牙國家隊徵召入伍，並入選2010年世界盃外圍賽對波斯尼亞的陣容中，但未有上陣。翌年3月，他在對中國的友誼場中下半場後備上陣，是為他於國家隊中的首發賽事。

## 榮譽

### 車路士
- 英格蘭足總盃：2007年、2009年
- 英格蘭聯賽杯：2007年